# Heavenly (L'Arc-en-Ciel)
Heavenly è il terzo album del gruppo giapponese dei L'Arc~en~Ciel. È stato pubblicato il 1º settembre 1995 dalla Ki/oon Records, ed ha raggiunto la terza posizione della classifica Oricon, rimanendo in classifica per cinquantasei settimane e vendendo 390 640 copie.

## Tracce
1. Still I'm with You - 4:14
2. Vivid Colors - 4:46
3. And She Said - 4:43
4. Garasu Dama (ガラス玉) 	ken 	5:06
5. Secret Signs - 3:37
6. C'est la Vie - 4:05
7. Natsu no Yuu-utsu (夏の憂鬱) - 4:13
8. Cureless - 4:52
9. Shizuka no Umi de (静かの海で) - 7:14
10. The Rain Leaves a Scar - 3:53